# Pre Post Now
Pre Post Now is het debuutalbum van de band Dali's Llama.

## Tracklist
| Nr. | Titel              | Duur |
| --- | ------------------ | ---- |
| 1   | Green Star         | 2:21 |
| 2   | Pretty Colors      | 2:09 |
| 3   | Balance            | 1:55 |
| 4   | Sounds So Blue     | 2:13 |
| 5   | In Your Room       | 1:42 |
| 6   | Pre Post Now       | 3:56 |
| 7   | Sky                | 2:26 |
| 8   | All Alone          | 3:33 |
| 9   | High Country       | 3:32 |
| 10  | Sammantha Jones    | 3:46 |
| 11  | Coastal Woo        | 2:14 |
| 12  | Art and Meditation | 6:37 |

## Bandleden
- Johnnie Moreno - drum
- Erica Faber - basgitaar, ontwerp cd
- Zach Huskey - gitaar, keyboard en zang